# Рэй (поклон)
Рэй (яп. 礼 поклон, приветствие) — часть японской культуры, выражение уважения. Японцы обязательно кланяются при встрече и прощании. Глубина поклона зависит от разницы в социальном статусе между кланяющимся: младший по статусу кланяется первым, ниже и последним распрямляется. Второй-третий за день поклон-приветствие может быть редуцированным до лёгкого кивка головой с еле намеченным движением сгиба корпуса.
Различают рэй стоя (яп. 立礼 татирэй) и сидя на полу (яп. 座礼 дзарэй).

Рэй учителю в додзё айкидо

В будо существует несколько видов поклона, каждый из которых имеет собственное название.
- Додзё-ни рэй — входя в зал для занятий боевыми искусствами и выходя из оного.
- Камидза-ни рэй — поклон синтоисткому священному месту (камидана, камидза (яп. 神座, «место, где сидят боги», алтарь)) в додзё.
- Синдзэн-ни рэй — поклон буддистскому алтарю в додзё.
- Додзё-ни рэй или сёмэн-ни рэй — поклон светскому додзё, без святынь и алтаря в сёмэн (передней части зала).
- Сэнсэй-ни рэй — поклон учителю, инструктору в начале во время и в конце занятий в знак выражения благодарности за науку. Часто дополняется поклонами Сихану и Сэмпаю.
- Отагай-ни рэй — поклон занимающихся друг другу.
- Сёбу-рэй — поклон перед поединком, он отличается тем, что руки сжаты в кулаки и в готовности к бою, взгляд при этом поклоне не опускается вниз, а продолжает следить за оппонентом.

В боевых искусствах существует формула «рэй ни хадзимари, рэй ни овару» (яп. 礼に始まり、礼に終わる, «начинай и заканчивай поклоном»). Так как «рэй» имеет также значение «уважение», «учтивость», пословица приобретает значение «начинай с поклона, чтобы показать уважение оппоненту, и заканчивай поклоном, чтобы показать уважение оппоненту».